# 北狩
北狩，古代中國的委婉詞彙，通常用於描述某朝代的皇帝因為某原因而被外族軍隊所俘虜的事件。

## 意思
漢語裡，「北」為方位，「狩」有打獵（狩獵）或天子出巡視察（巡狩）的意思。
從字面看，「北狩」一詞是「在北方打獵」或「天子在北方出巡視察」的意思，但歷史上，由於中國皇帝成為外族戰俘是一件不光彩的事，所以「北狩」成為了委婉詞，用於描述皇帝被俘虜之事。

## 使用
歷史上，宋朝靖康之變和明朝土木堡之變皆發生過外族軍隊俘獲中國皇帝的事件。因此，描述該時代的作品，亦將兩次皇帝受俘虜的事件寫成「北狩」，以便避諱。

### 宋朝
南宋學者王明清於揮麈錄第四卷中以「逮二聖北狩」提及徽宗趙佶和欽宗趙桓被金朝軍隊俘虜之事。
明代作家熊大木的「大宋中興通俗演義」中第五回是描述徽宗和欽宗被金朝俘虜之事。該回名為「宋徽欽北狩沙漠」。
於清朝時編寫的御定歷代紀事年表中提及北宋歷史時亦使用了北狩一詞。

### 明朝
明代晚期文人呂毖於明朝小史中提及明英宗朱祁鎮被瓦剌軍隊俘虜的事件時，使用了北狩一詞。
清朝编纂的《明史》中，明英宗被虜一事僅僅以「帝北狩」三字提及。
清代文人谷應泰於明史紀事本末亦以北狩一詞來形容明英宗被虜一事。

## 現代
時至今日，「北狩」一詞已成為歷史詞彙。現代作品提及宋朝徽、欽二帝，以及明英宗為敵軍所俘虜時，會使用「俘虜」，或是「戰俘」二詞。